# Canton de Sumène
Le canton de Sumène est une ancienne division administrative française du département du Gard, dans l’arrondissement du Vigan.
En vertu de la loi du 17 mai 2013 sur le redécoupage des cantons français et des décrets d'application publiés en février et mars 2014, il disparaît en mars 2015. Son territoire est intégré dans le nouveau canton du Vigan.

## Composition
| Nom                     | Code Insee | Intercommunalité                         | Superficie (km2) | Population (dernière pop. légale) | Densité (hab./km2) |
| ----------------------- | ---------- | ---------------------------------------- | ---------------- | --------------------------------- | ------------------ |
| Sumène (chef-lieu)      | 30325      | CC des Cévennes gangeoises et suménoises | 36,59            | 1 598 (2014)                      | 44                 |
| Roquedur                | 30220      | CC du Pays viganais                      | 10,85            | 243 (2014)                        | 22                 |
| Saint-Bresson           | 30238      | CC du Pays viganais                      | 8,40             | 55 (2014)                         | 6,5                |
| Saint-Julien-de-la-Nef  | 30272      | CC des Cévennes gangeoises et suménoises | 8,83             | 129 (2014)                        | 15                 |
| Saint-Laurent-le-Minier | 30280      | CC du Pays viganais                      | 13,26            | 352 (2014)                        | 27                 |
| Saint-Martial           | 30283      | CC des Cévennes gangeoises et suménoises | 17,16            | 174 (2014)                        | 10                 |
| Saint-Roman-de-Codières | 30296      | CC des Cévennes gangeoises et suménoises | 18,43            | 184 (2014)                        | 10                 |

## Histoire
De 1833 à 1848, les cantons de Saint-Hippolyte-du-Fort et de Sumène avaient le même conseiller général. Le nombre de conseillers généraux était limité à 30 par département.

## Représentation

### Conseillers d'arrondissement (de 1833 à 1940)
| Période                                  | Période      | Identité                            | Étiquette     | Qualité |
| ---------------------------------------- | ------------ | ----------------------------------- | ------------- | --- |
| 1833                                     | 1839         | Pierre-Henry de Massane (1767-1847) | monarchiste   | Ancien capitaine de cavalerie, propriétaire, maire de Sumène                                                |
| 1839                                     | 1848         | Pierre Pibarot (1787-1876)          | monarchiste   | Notaire à Sumène,                                                                                           |
| 1848                                     | 1852         | Louis Beau (1809-1891)              | conservateur  | Médecin à Sumène                                                                                            |
| 1852                                     | 1861         | Isidore Boiffils (1824-1907)        | monarchiste   | Propriétaire rentier à Sumène                                                                               |
| 1861                                     | 1891 (décès) | Louis Beau (1809-1891)              | monarchiste   | Médecin à Sumène                                                                                            |
| 5 avril 1891                             | 1895         | Abel Fesquet (1846-1918)            | conservateur  | Médecin, propriétaire à Roquedur et au Castanet, Sumène                                                     |
|                                          |              |                                     |               | |
| 1898                                     | 1910         | Henri Triaire (1835-1919)           | conservateur  | Propriétaire au Trive, agent-voyer cantonal, conseiller d'arrondissement du canton d'Aramon                 |
| 1910                                     | 1919         | Georges Drapier                     | réactionnaire | Ingénieur, directeur des mines des Malines à Saint-Laurent-le-Minier                                        |
| 1919                                     | 1940         | Armand Puech (1866-1941)            | URD           | Agriculteur, propriétaire rentier, adjoint au maire de Sumène                                               |
| 1940                                     |              |                                     |               | Les conseils d'arrondissement ont été suspendus par la loi du 12 octobre 1940 et n'ont jamais été réactivés |
| Les données manquantes sont à compléter. |              |                                     |               | |

### Conseillers généraux
| Période           | Période                   | Identité                                         | Étiquette                                 | Qualité |
| ----------------- | ------------------------- | ------------------------------------------------ | ----------------------------------------- | --- |
| 1833              | 1836                      | Lévi Planchon-Lasalle                            |                                           | Négociant, maire de Saint-Hippolyte-du-Fort (1819-?)                                                       |
| 1836              | 1839                      | Jean David Joseph Aigoin de Montredon            |                                           | Propriétaire à Saint-Hippolyte-du-Fort                                                                     |
| 1839              | 1848                      | Charles Teste                                    | Majorité ministérielle                    | Avocat Président du Conseil Général (1840)                                                                 |
| 1848              | 1888 (décès)              | Ernest de Tarteron                               | Légitimiste                               | Avocat, propriétaire à Sumène Député (1871-1876)                                                           |
| 1889              | 1889 (annulation)         | Benjamin Félix Hippolyte Cambassédès (1844-1893) | Républicain                               | Médecin inspecteur des eaux thermales de Cauvalat Maire de Mandagout                                       |
| 1889              | 1895                      | Clément Cambon (1821-1905)                       | Conservateur                              | Industriel et négociant à Sumène                                                                           |
| 1895              | 1907                      | Abel Fesquet (1846-1918)                         | Conservateur puis Républicain rallié      | Médecin et sériciculteur à Sumène, conseiller d'arrondissement                                             |
| 1907              | 1913                      | Pierre Cazalis de Fondouce (1875-1916)           | Conservateur                              | Ancien officier de cavalerie, Sumène Mort pour la France à l'ouvrage de Froideterre (Meuse) le 8 août 1916 |
| 1913              | 1925                      | Jean-Baptiste Marchand                           | URD                                       | Général, Saint-Roman-de-Codières                                                                           |
| 1925              | 1940                      | Louis Roujon (1891-1944)                         | Royaliste Conservateur (Action Française) | Médecin Maire de Sumène (1935-1944) Nommé conseiller départemental en 1942                                 |
|                   |                           |                                                  |                                           | |
| 1945              | 1951 (décès)              | François de Ramel                                | Conservateur                              | Avocat Ancien Député (1919-1936), ancien conseiller général du canton de Barjac                            |
| 1952              | 1970 (décès)              | Charles-Henri de Clercq (1922-1970)              | DVD                                       | Maire de Sumène (1953-1970)                                                                                |
| 20 septembre 1970 | 1973                      | Jean-Marie Viard                                 | DVD                                       | Militaire, Nîmes                                                                                           |
| 1973              | 1986 (élection invalidée) | Maurice-Yves Castanier                           | DVD                                       | Maire de Sumène (1983-1995) Conseiller régional                                                            |
| 1986              | 2002 (décès)              | Jean Barral                                      | DVG                                       | Maire de Saint-Julien-de-la-Nef (1977-1995)                                                                |
| 2002              | 2006 (décès)              | Yvan Bresson (1946-2006)                         | PS                                        | Maître-auxiliaire puis instituteur, Sumène                                                                 |
| 2006              | 2015                      | William Toulouse                                 | DVG puis PS                               | Enseignant Maire de Sumène (2001-2008) Conseiller municipal de Sumène (2008-2014)                          |

## 2 photos du canton
|  |  |

## Démographie
| 1962  | 1968  | 1975  | 1982  | 1990  | 1999  | 2006  | 2011  | 2012  |
| ----- | ----- | ----- | ----- | ----- | ----- | ----- | ----- | ----- |
| 3 498 | 3 140 | 2 779 | 2 583 | 2 400 | 2 553 | 2 643 | 2 774 | 2 792 |